# Ovios nealces
Ovios nealces is een vlinder uit de familie uilen (Noctuidae). De wetenschappelijke naam van deze soort is voor het eerst geldig gepubliceerd in 1915 door Fawcett.
De soort komt voor in tropisch Afrika.